# 澳廣視新聞
澳廣視新聞（英語：TDM News），是澳門廣播電視股份有限公司新聞及資訊部製作的新聞節目。现时的口號為「與時並進，資訊最強」。現任總監劉婧，出身澳廣視記者。
澳廣視的新聞節目主要以粵語和普通話製作，每日於澳視澳門台、澳門資訊台和澳門-MACAU播出，而以葡語及英語製作的新聞節目則於澳視葡文台和澳門-MACAU播出。

## 新聞部員工

### 管理層
中文新聞及資訊節目部總監：劉婧
中文電視新聞及資訊節目科經理：林穎敏
中文電視新聞及資訊節目科副經理：林圓圓、郭錦沛、陳惠蘭、麥家豪
體育科副經理：黃儉雄
新聞攝影科副經理：鄭永健

### 記者兼新聞主播
男主播：麥家豪、梁岸峯、李傑奇、程健明、黃國俊、陳頴暉、高比樂、余栢英
女主播：雷小玲、陳麗嫦、麥嘉寶、劉雪瑩、歐陽文文、黎麗晶、崔勵麒、何嘉愉、廖嘉慧、容麗梅、潘泳雯、林秀珊、區雨晴、李紫晴
現職記者前任主播：韓志聰

### 普通話新聞主播
周葉、馬嵐、劉艷萍、張恩嘉、何涵琨、郭永波、章嵐、袁莉萍

### 葡語新聞主播
Jorge Silva、彭祖匡（João Francisco Pinto）、Joana Freitas（兼任英語新聞記者）、洪愛惜（Hong Oi Sek）（兼任粵語新聞記者）

### 英語新聞主播
João Pedro Lau、Shiela Cristino Lay、Raymond Pang、Hiyee Un、Paola Reyes、Mia Villanueva

### 澳聞組記者
男記者：麥家豪、梁岸峰、李傑奇、程健明、李子傑、陳頴暉、余栢英、潘志勇、陳俊棠、陳宇龍、黃國俊、高比樂、關俊然、韋帝鋒
女記者：雷小玲、歐陽文文、容美恩、容麗梅、崔勵麒、李翠萍、林秀珊、劉雪瑩、高巧燕、黃曉琴、黃曉芬、黎麗晶、何嘉愉、廖嘉慧、陳麗嫦、陳麗婷、潘泳雯、陸伊蔓、鄭舜彥、阮詠恩、黃嘉琪、招碧如、黃凱珊、郭善如、陳淑樺、洪愛惜、周穎儀、吳茜文、周詠茵、伍欣頤、李詠瑜、侯翠儀、陳雪怡

### 中國新聞記者
男記者：黃國俊、陳頴暉、李傑奇
女記者：雷小玲、劉雪瑩、冼嘉慧

### 國際新聞記者
男記者：韓志聰、鄭偉濤
女記者：區雨晴、陸采盈、劉雪瑩、李紫晴、廖雁雯、周麗儀

### 體育新聞記者兼主播
毛偉強、唐惠妍、陳沛發、梁安盈、林思琪、梁志傑、郭兆天、黃日煒、關文綽

### 體育新聞記者
何詩琪、唐惠妍、梁安盈、林思琪、陳沛發、毛偉強、梁志傑、劉麗芳、郭兆天、關文綽、譚又新、黃日煒、區寶雯

## 歷史
- 1984年5月13日於晚間七點正啟播，首先播放澳門總督高斯達少將的啟播談話。隨即於晚間七點五分啟播葡語新聞，主持為蘇沙（Jose Alberto Sousa）；七點半啟播廣東話新聞，主播為鄧惠蓮。[1]
- 1984年5月14日起，葡語《電視新聞》節目正式固定在晚上8時30分播出至今，節目時長20分鐘。
- 1986年至1989年，在葡語《電視新聞》的基礎上於休台前推出葡語版《最後新聞》節目。
- 1990年起，澳廣視由一個頻道分拆成澳廣視第一台（葡文台）和澳廣視第二台（中文台），新聞節目進行改版，《最後新聞》停播。
- 1995年，《電視新聞》更換片頭。

以高清制式制作的澳廣視午间新闻画面；該電視幕牆是2012－2015新聞場景，其餘不變

- 2000年代起，《葡語新聞》節目延長播放時間至30分鐘，部分時間延長至45分鐘。
- 《英語新聞》開播時間不詳，初期不設字幕，節目時長10至15分鐘。2006年中旬起，該節目增設字幕，新聞片段除外。
- 2007年，《葡語新聞》節目更換包裝，《英語新聞》內的新聞片段亦開始增設字幕。
- 澳廣視全新新聞直播室於2012年4月2日正式啟用，新直播室設於俾利喇街澳廣視大楼內，配備高清製作設备、LED燈具、天花懸掛軌道式攝影機，並以電視幕牆作為佈景設計。[2]
- 2012年4月23日，《葡語新聞》、《英語新聞》節目更換包裝。
- 2015年初，《葡語新聞》節目再更換包裝，於3月2日改為16:9標清播出。
- 2016年7月11日，全面改為16:9高清播出。
- 2017年中旬，《葡語新聞》、《英語新聞》節目更換片頭和包裝，以金色和藍色為主。
- 2017年11月13日，澳廣視新聞Facebook專頁開始同步直播《午間新聞》和《澳視新聞》[3]。
- 2019年5月17日起，《英語新聞》、《葡語新聞》節目全面改在虛擬演播室播出，《英語新聞》更一度不提供字幕直至2020年中。
- 2020年7月，所有中文新聞採用固定幕牆作為佈景設計。所有葡文和英文新聞採用虛擬攝影棚作為佈景設計，部份時間會採用固定幕牆作為佈景設計。
- 2020年8月至2021年1月初，《葡語新聞》在中文新聞節目的固定幕牆佈景設計演播室播出。
- 2021年1月13日，新聞直播室經翻新裝修後重新啟用，並更換所有中文新聞的包裝，目前該直播室只適用於所有中文新聞，而所有葡文和英文新聞繼續採用虛擬攝影棚。
- 2022年1月1日起，《英語新聞》改為晚上22:30-23:05播出。
- 2022年2月中旬起，《葡語新聞》節目改為20:00-20:45播出。
- 2022年10月1日起，《英語新聞》節目進行升級，更換開場、包裝及演播室設計，並維持在虛擬演播室播出。

## 新聞節目

### 中文新聞
| 節目        | 播放時間              | 播放日期   | 播放頻道                                                            |
| ----------- | --------------------- | ---------- | ------------------------------------------------------------------- |
| 早晨新聞    | 07:00-08:00           | 星期一至六 | 澳視澳門、澳門資訊                                                  |
| 早晨新聞    | 09:00-09:30 (重播)    | 星期一至六 | 澳門資訊                                                            |
| 早晨新聞    | 10:00-10:30 (重播)    | 星期一至六 | 澳門-MACAU                                                          |
| 早晨新聞    | 14:00-14:30 (重播)    | 星期一至六 | 澳門-MACAU                                                          |
| 新聞報導    | 10:00-10:30           | 每天       | 澳視澳門、澳門資訊 * 如直播立法會全體會議，節目將只在澳視澳門播出。 |
| 新聞報導    | 18:00-18:05 *         | 每天       | 澳視澳門、澳門資訊 * 如直播立法會全體會議，節目將只在澳視澳門播出。 |
| 新聞報導    | 10:30-11:00（重播）   | 每天       | 澳門資訊                                                            |
| 新聞報導    | 11:00-11:15           | 星期一至六 | 澳門資訊 * 如直播立法會全體會議，節目將改在澳視澳門播出。           |
| 新聞報導    | 12:00-12:20           | 每天       | 澳門資訊 * 如直播立法會全體會議，節目將改在澳視澳門播出。           |
| 新聞報導    | 13:00-13:20           | 每天       | 澳門資訊 * 如直播立法會全體會議，節目將改在澳視澳門播出。           |
| 新聞報導    | 15:00-15:25 *         | 每天       | 澳門資訊 * 如直播立法會全體會議，節目將改在澳視澳門播出。           |
| 新聞報導    | 15:30-16:00（重播） * | 每天       | 澳門資訊 * 如直播立法會全體會議，節目將改在澳視澳門播出。           |
| 新聞報導    | 16:00-16:30 *         | 每天       | 澳門資訊 * 如直播立法會全體會議，節目將改在澳視澳門播出。           |
| 新聞報導    | 16:30-17:00（重播） * | 每天       | 澳門資訊 * 如直播立法會全體會議，節目將改在澳視澳門播出。           |
| 新聞報導    | 17:00-17:30 *         | 每天       |                                                                     |
| 新聞報導    | 17:30-17:50（重播） * | 每天       |                                                                     |
| 午間新聞    | 13:30-14:00           | 每天       | 澳視澳門、澳門資訊                                                  |
| 澳視新聞    | 19:00-19:55           | 每天       | 澳視澳門、澳門資訊（直播立法會全體會議時除外）、澳門-MACAU          |
| 澳視新聞    | 20:00-21:00（重播）   | 每天       | 澳門資訊                                                            |
| 澳視新聞    | 21:00-22:00（重播）   | 每天       | 澳門資訊                                                            |
| 澳視新聞    | 22:00-22:50（重播）   | 每天       | 澳門-MACAU                                                          |
| 澳視新聞    | 04:50-05:40（重播）   | 翌日       | 澳門-MACAU                                                          |
| 天氣報告    | 19:55-19:58           | 每天       | 澳視澳門、澳門資訊（直播立法會全體會議時除外）、澳門-MACAU          |
| 普通話 新聞 | 22:00-22:30           | 每天       | 澳視澳門、澳門資訊、澳門-MACAU                                      |
| 普通話 新聞 | 00:45-01:15（重播）   | 翌日       | 澳門資訊                                                            |
| 普通話 新聞 | 02:30-03:00（重播）   | 翌日       | 澳視澳門                                                            |
| 晚間新聞    | 23:15-23:50           | 每天       | 澳視澳門、澳門資訊、澳門-MACAU                                      |
| 晚間新聞    | 23:15-23:50           | 每天       | 澳門資訊                                                            |
| 晚間新聞    | 01:15-01:50（重播）   | 翌日       |                                                                     |
| 晚間新聞    | 03:00-03:35（重播）   | 翌日       | 澳視澳門                                                            |
| 體育新聞    | 23:50-00:00           | 每天       | 澳視澳門、澳門資訊、澳門-MACAU                                      |
| 體育新聞    | 01:50-02:00（重播）   | 每天       | 澳門資訊                                                            |

### 葡語 / 英語新聞及資訊節目
| 節目（中文） | 節目（葡）          | 節目（英）          | 播放時間    | 播放日期   | 播放頻道 |
| ------------ | ------------------- | ------------------- | ----------- | ---------- | -------- |
| 葡語新聞     | Telejornal          |                     | 20:00-20:45 | 每天       | 澳視葡文 |
| 葡語新聞     | Telejornal          | 23:00-23:45（重播） | 每天        | 澳門-MACAU |          |
| 葡語新聞     | Telejornal          | 02:00-02:40（重播） | 翌日        | 澳門-MACAU |          |
| 葡語新聞     | Telejornal          | 15:00-15:40（重播） | 翌日        | 澳門-MACAU |          |
| 英語新聞     |                     | TDM News            | 22:30-23:05 | 每天       | 澳視葡文 |
| 英語新聞     | 01:30-02:00（重播） | TDM News            | 翌日        | 澳門-MACAU |          |
| 英語新聞     | 07:30-08:00（重播） | TDM News            | 翌日        | 澳門-MACAU |          |
| 英語新聞     | 18:00-18:30（重播） | TDM News            | 翌日        | 澳門-MACAU |          |
| TDM訪談      | TDM Entrevista      |                     | 20:45-21:45 | 星期日     | 澳視葡文 |
| TDM訪談      | TDM Entrevista      | 18:15-19:15（重播） | 星期一      |            | 澳視葡文 |

### 公共事務及財經節目 (中文新聞)
| 節目          | 播放時間            | 播放日期 | 播放頻道           |
| ------------- | ------------------- | -------- | ------------------ |
| 風火台        | 22:30-23:15         | 星期四   | 澳視澳門、澳門資訊 |
| 風火台        | 03:35-04:15（重播） | 星期五   | 澳視澳門           |
| 風火台        | 06:00-06:40（重播） | 星期五   | 澳視澳門           |
| 風火台        | 10:30-11:10（重播） | 星期五   | 澳視澳門           |
| 風火台        | 15:00-15:40（重播） | 星期五   | 澳視澳門           |
| 風火台        | 11:20-12:00（重播） | 星期五   | 澳門資訊           |
| 澳視 新聞檔案 | 22:30-23:05         | 星期五   | 澳視澳門、澳門資訊 |
| 澳視 新聞檔案 | 03:35-04:05（重播） | 星期六   | 澳視澳門           |
| 澳視 新聞檔案 | 06:00-06:30（重播） | 星期六   | 澳視澳門           |
| 澳視 新聞檔案 | 10:30-11:00（重播） | 星期六   | 澳視澳門           |
| 澳視 新聞檔案 | 15:00-15:30（重播） | 星期六   | 澳視澳門           |
| 澳視 新聞檔案 | 11:20-11:50（重播） | 星期六   | 澳門資訊           |
| 競健群英      | 22:30-23:15         | 星期二   | 澳視澳門、澳門資訊 |
| 競健群英      | 03:35-04:15（重播） | 星期三   | 澳視澳門           |
| 競健群英      | 06:00-06:40（重播） | 星期三   | 澳視澳門           |
| 競健群英      | 10:30-11:10（重播） | 星期三   | 澳視澳門           |
| 競健群英      | 15:00-15:40（重播） | 星期三   |                    |
| 競健群英      | 11:20-12:00（重播） | 星期三   | 澳門資訊           |
| 財經雜誌      | 22:30-23:15         | 星期一   | 澳視澳門、澳門資訊 |
| 財經雜誌      | 03:35-04:15（重播） | 星期二   | 澳視澳門           |
| 財經雜誌      | 06:00-06:40（重播） | 星期二   | 澳視澳門           |
| 財經雜誌      | 10:30-11:10（重播） | 星期二   | 澳視澳門           |
| 財經雜誌      | 15:00-15:40（重播） | 星期二   | 澳視澳門           |
| 財經雜誌      | 11:20-12:00（重播） | 星期二   | 澳門資訊           |
| 中國 城市動態 | 22:30-23:15         | 星期日   |                    |
| 中國 城市動態 | 22:30-23:15         | 星期日   | 澳門資訊           |
| 中國 城市動態 | 03:35-04:15（重播） | 星期一   | 澳視澳門           |
| 中國 城市動態 | 06:00-06:40（重播） | 星期一   | 澳視澳門           |
| 中國 城市動態 | 10:30-11:10（重播） | 星期一   | 澳視澳門           |
| 中國 城市動態 | 15:00-15:40（重播） | 星期一   | 澳視澳門           |
| 中國 城市動態 | 11:20-12:00（重播） | 星期一   | 澳門資訊           |

## 前澳廣視新聞員工

### 管理層
葉國華：現已退休，現職時事評論員，前任總監，任期：（2000年-2012年）前澳廣視記者、主播兼時事節目主持，2012年因年滿六十歲與澳廣視合約屆滿。）

### 已轉職資深員工
- 林建誠：前香港有線新聞中國組首席記者，已轉修神學
- 鄭妙珊：澳門社區發展新動力成員、兼職詩人、筆名「懿靈」、前立法議員區錦新之妻
- 林玉鳳：第六屆澳門立法會議員、澳門大學傳播系助理教授
- 胡錦漢：澳門廣告商協會會長
- 邱文華：前香港無綫電視記者兼主播
- 梁安琪：澳廣視中文電台新聞及資訊節目科經理
- 伍安璐：澳門特別行政區政府博彩監察協調局研究及資料分析處處長
- 林靚靚：澳門金融管理局行政管理委員會輔助處職務主管